# La Via Augusta
|  | Aquest article tracta sobre la sèrie de televisió. Vegeu-ne altres significats a «Via Augusta (desambiguació)». |

La Via Augusta és una sèrie de televisió ideada per Joaquim Oristrell, dirigida per Sònia Sánchez i escrita per Joaquim Oristrell i Enric Gomà. Fou produïda per Ovideo TV i estrenada per TV3 el 26 d'abril de 2007 fins al 2 d'agost del mateix any.
La sèrie està ambientada a Tarraco l'any 24 aC, l'època de màxima esplendor de la ciutat. L'emperador August es trasllada a la ciutat per seguir més a la vora la conquesta dels últims poblats ibers resistents a Hispània. Aquest, amoïnat per la seva salut, ordena al seu antic metge, en Pompeu, que es traslladi a Tarraco. Pompeu, la seva sogra Drusil·la, que és qui dirigeix la família, i la resta de la família Escipió s'instal·len a la ciutat on transcorrerà tota la sèrie.

## Personatges
Cèsar
- Emperador Cèsar August: Jordi Bosch i Palacios

Senyors
- Clàudia: Mònica López
- Pompeu: Francesc Garrido
- Drusil·la: Anna Lizaran
- Calpúrnia: Cristina Plazas
- Antoni: Albert Ribalta
- Màrcia: Carla Nieto
- Marc: Ramon Pujol
- Júlia: Diana Gómez
- Adrià: Pau Poch

Esclaus
- Asdrúbal: Ferran Rañé
- Numància: Alícia Pérez
- Mandoni: Roger Casamajor
- Arinsal: Marc Arias
- Bescaran: Quimet Pla
- Osca: Alícia Orozco
- Laietana: Mar del Hoyo
- Caro: Joan Jaimez

Altres
- Diana: Vicenta N'Dongo
- Lívia: Carme Balagué
- General Vespasià: Toni Sevilla
- Aureli: Francesc Lucchetti